# 산신각
산신각(山神閣)은 한국의 사찰에서 산신을 봉안한 건축물이다. 본래 불교의 것이 아니고 한국 토착 민간신앙을 수용한 것이기 때문에 전(殿)보다 격이 낮은 각(閣)을 칭한다.
비슷한 것으로 용왕각, 독성각, 중국 도교가 한국에 유입된 뒤 한국에서 불교와 습합한 결과물인 칠성각이 있다.